# Edvard Spens
Edvard Alfred Spens, född den 23 augusti 1886 i Vånga församling, Östergötlands län, död den 10 maj 1951 i Djursholm, Danderyds församling, Stockholms län, var en svensk greve och sjömilitär. Han tillhörde ätten Spens och var son till Carl Spens.
Spens avlade sjöofficersexamen 1908. Han blev fänrik vid flottan samma år och löjtnant 1912. Spens genomgick Sjökrigshögskolans allmänna kurs 1917–1918 och dess allmänna högre kurs 1918–1919. Han befordrades till kapten 1918, till kommendörkapten av andra graden 1936 och av första graden 1937. Spens tjänstgjorde i marinstaben 1919–1926 och 1933–1935. Han var adjutant vid Ostkustens marindistrikt 1935–1937 och stabschef hos befälhavande amiralen i Karlskrona 1937–1940. Spens var chef för Norrlandskustens marindistrikt 1941–1943. Han blev kommendör 1943 och tjänstgjorde inom försvarsstabens utrikesavdelning 1943–1945. Spens invaldes som ledamot av Örlogsmannasällskapet 1929 och blev riddare av Svärdsorden samma år. Han är begravd på Djursholms begravningsplats.